# Michael J. S. Dewar
Pour les articles homonymes, voir Dewar.
Michael J. S. Dewar (Michael James Steuart Dewar) est un chimiste théoricien né à Ahmadnagar en Inde, en 1918, et mort à Gainesville en Floride, en 1997. Il a obtenu son BA, son MA et son DPhil à l'Université d'Oxford, au Balliol College plus exactement. Il a été nommé à la chaire de chimie du collège Queen Mary de l'Université de Londres en 1951.
Il part pour l'Université de Chicago en 1959, puis à la chaire de recherche à l'Université du Texas à Austin en 1963. Après y avoir passé une longue et fructueuse période, il part pour l'Université de Floride en 1989. Il part à la retraite en 1994, en tant que professeur émérite de cette université, et meurt en 1997,.

## Travaux

Acide stipitatique

Dewar est connu pour avoir apporté des solutions originales à des problèmes épineux, solutions développées alors qu'il n'était que postdoctorant à l'Université d'Oxford. En 1945, il découvre la structure correcte de l'acide stipitatique, alors que les plus grands chimistes d'alors avaient échoué. Cette structure met en jeu un nouveau type d'aromaticité impliquant un cycle à 7 atomes, à laquelle Dewar a donné le nom de tropolone.
Cette découverte de la structure de tropolone lance le champ de l'aromaticité non-benzénoïde, dont l'activité a été soutenue pendant plusieurs décennies, et a permis de développer grandement la compréhension des systèmes d'électrons π cycliques. En 1945, 1945, Dewar développe aussi une notion nouvelle, le complexe π, qu'il propose comme intermédiaire dans le réarrangement de la  benzidine.
Ce modèle offre une première modélisation rationnelle de la structure électronique de complexes de métaux de transition avec des alcènes, plus tard connu sous le nom de modèle de Dewar-Chatt-Duncanson (en),.
Au début des années 1950, Dewar rédige une fameuse série de six articles sur une théorie générale de l'orbitale moléculaire en chimie organique, qui étend et généralise les modèles d'Erich Hückel  en mécanique quantique, en utilisant la théorie des perturbations et la théorie de la résonance, et qui, à bien des égards, est à l'origine de l'ère actuelle de la chimie organique théorique et numérique. Suivant la suggestion de Woodward et d'Hoffmann d'utiliser la règle de sélection pour les réactions péricycliques, Dewar développe (en même temps qu'Howard Zimmerman (en)) une approche alternative (en) (dont l'un des pionniers fut M. G. Evans) pour la compréhension de la réactivité péricylique, basée sur des états de transition aromatiques et antiaromatiques. En revanche, il n'a pas cru à l'utilité de l'aromaticité de Möbius, introduite par Edgar Heilbronner en 1964, qui est à présent un pan florissant de la chimie.
Dewar est aussi principalement connu pour le développement au cours des années 1970 et 1980 des méthodes quantiques semi-empiriques MINDO, MNDO, AM1 et PM3 (en), utilisées par le logiciel MOPAC, et qui permirent pour la première fois une étude quantitative de la structure et des mécanismes de réaction (état de transition) de nombreux systèmes réels. Elles permirent par exemple en 1974 (en utilisant une technique de minimisation de l'énergie) de calculer la structure de molécules aussi grandes que le LSD (49 atomes) à un niveau de mécanique quantique (le calcul prit plusieurs jours en utilisant le superordinateur de pointe de l'époque, un Control Data 6600 — à noter qu'à l'heure actuelle, un calcul équivalent prend moins d'une minute sur un ordinateur personnel). De nos jours, le même calcul de structure peut être effectué par des méthodes ab initio de chimie quantique de haut niveau, ou par la fonctionnelle de la densité en moins de deux jours, et des programmes semi-empiriques peuvent être utilisés pour optimiser les structures de molécules pouvant compter jusqu'à 10000 atomes.
Dewar fut membre de l'Académie internationale des sciences moléculaires quantiques.